# Sledování

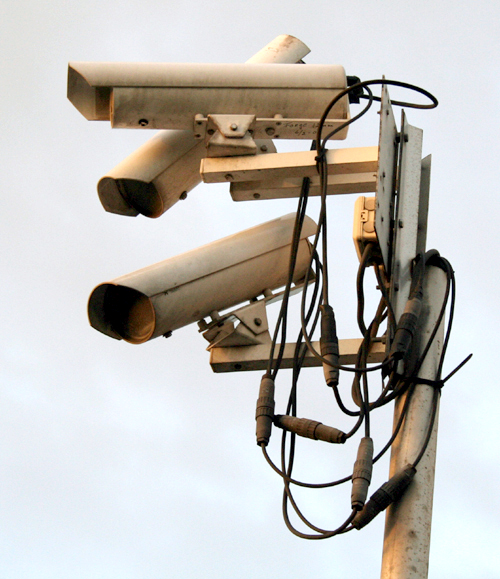
Kamerový systém

Sledování (anglicky surveillance) představuje činnost nebo způsob, jakým je monitorováno chování lidí, objektů či procesů. Zjišťuje se tak žádoucí nebo naopak nežádoucí očekávané chování či jednání z důvodu
- zaručení bezpečnosti sledovaných objektů nebo naopak
- kontroly a ochrany ostatních lidí před nežádoucím jednáním sledovaných, jako bezpečnostní nástroj pro předcházení nebo včasné zabránění nežádoucího chování,
- sběr důkazního materiálu pro posouzení trestných činů.

Může probíhat různými způsoby –
- pomocí sledujících osob jako přímé vizuální pozorování, případně sledování dalekohledem
- natáčení kamerou se záznamem a případně přenosem do monitorovací místnosti, např. ve městech a na budovách a uvnitř nich se používají průmyslové kamery,
- odposlech pomocí mikrofonů resp. "štěnice",
- sledování komunikace a odposlouchávání hovorů pomocí skotopického vidění,[ujasnit]
- mapování pohybu s lokalizačním systémem (např. GPS tracker, mobilní telefon)
- počítačové sledování
- fotografování apod.
- kombinace různých metod a nástrojů - nejčastěji.

Mnozí lidé se obávají, že tak je nebo může být nadměrně narušováno jejich soukromí. A v zásadě k tomu jistě někdy dochází.
V lékařství odpovídá pojem sledování monitorování nemocí nebo indikátorů zdravotního stavu.

## Metody

### Počítač
Převážná většina počítačového sledování zahrnuje sledování dat a provozu na internetu. Například ve Spojených státech podle Zákona o pomoci při prosazování práva v oblasti komunikací, veškeré telefonní hovory a širokopásmový internetový provoz (e-maily, webový provoz, instant messaging atd.) musí být k dispozici pro neomezené sledování v reálném čase federálními orgány činnými v trestním řízení.

### Kamery CCTV
Kamery CCTV neboli dohledové kamery jsou videokamery, které slouží k monitorování určitého prostoru. Často jsou připojeny k záznamovému zařízení nebo k IP síti, a může být monitorován strážníkem nebo policistou. Kamery a nahrávací zařízení byly dříve poměrně drahé a vyžadovaly lidský personál, který by kamerové záznamy prohlížel, ale analýzu videozáznamů usnadnil automatizovaný software, který digitální záznamy uspořádává do prohledávané databáze a software pro analýzu videozáznamů (například VIRATa HumanID). Množství záznamu výrazně snižují také snímače pohybu, které zaznamenávají pouze při detekci pohybu. Videokamery jsou jednou z nejběžnějších metod sledování.

### Biometrické údaje
Biometrický dohled je technologie, která měří a analyzuje fyzické charakteristiky a/nebo charakteristiky chování osoby pro účely ověřování, identifikace nebo kontroly. Příkladem fyzických charakteristik jsou otisky prstů, DNA a vzory obličeje. Mezi příklady především behaviorálních charakteristik patří chůze (způsob, jakým osoba chodí) nebo hlas.